# Scanisaurus
Scanisaurus nazarowi
Genre
Espèce
Synonymes
- Cimoliasaurus nazarowi Bogolubov, 1911

Scanisaurus est un genre fossile douteux de plésiosaures ayant vécu durant l'étage Campanien du Crétacé supérieur dans ce qui sont aujourd'hui la Suède et la Russie. Le nom générique Scanisaurus signifie « lézard de Scanie », en référence à la province la plus méridionale de la Suède, où la majorité des fossiles référés au taxon furent découverts. L'unique espèce connue est Scanisaurus nazarowi, initialement décrite en 1911 comme une espèce de Cimoliasaurus sur la base d'une vertèbre cervicale découverte près de la ville russe d'Orenbourg. Le taxon est par la suite transféré dans un genre distinct en 1959 après que des différences furent trouvées entre la vertèbre russe, les nouveaux fossiles de Scanie ainsi que ceux de l'espèce type de Cimoliasaurus. En raison du matériel type limité et du manque de traits diagnostiques le distinguant avec certitude des autres élasmosauridés du Crétacé supérieur, Scanisaurus est depuis reconnu comme douteux, bien qu'il continue d'être utilisé dans la pratique.
Les fossiles de Scanisaurus sont principalement connus du bassin de Kristianstad (en), dans le nord-est de la Scanie, où ils représentent les fossiles de plésiosaures les plus communs. Scanisaurus partageait son environnement avec une faune marine diversifiée, incluant également de nombreux autres reptiles marins. Il aurait été un prédateur de niveau trophique moyen, long d'environ 4 à 5 m, et qui aurait été capable de se nourrir à la fois en eau libre comme dans le fond marin, se nourrissant probablement de proies de petite taille telles que des poissons ou des bélemnites. Une fontaine ayant deux sculptures dépeignant et portant le nom de l'animal fut bâtie en 1971 dans la ville suédoise de Bromölla.

## Historique des recherches
En 1911, le paléontologue russe Nikolaï Bogolubov (d) décrit une vertèbre cervicale postérieure du cou découverte près d'Orenbourg, en Russie, et datant du Crétacé supérieur, le considérant comme provenant d'une nouvelle espèce de Cimoliasaurus qu'il nomme C. nazarowi. Bogolubov compare cette vertèbre avec celles d'autres plésiosaures et note quelques ressemblances avec une vertèbre référée à Cimoliasaurus sp. provenant de la formation de Quiriquina (en) de l'île éponyme, située au Chili, ainsi qu'aux vertèbres référées à C. magnus, l'espèce type de ce genre. La principale caractéristique distinctive citée par Bogolubov pour justifier la création d'une nouvelle espèce est que la vertèbre de C. nazarowi est plus large que celle d'autres référées à Cimoliasaurus.

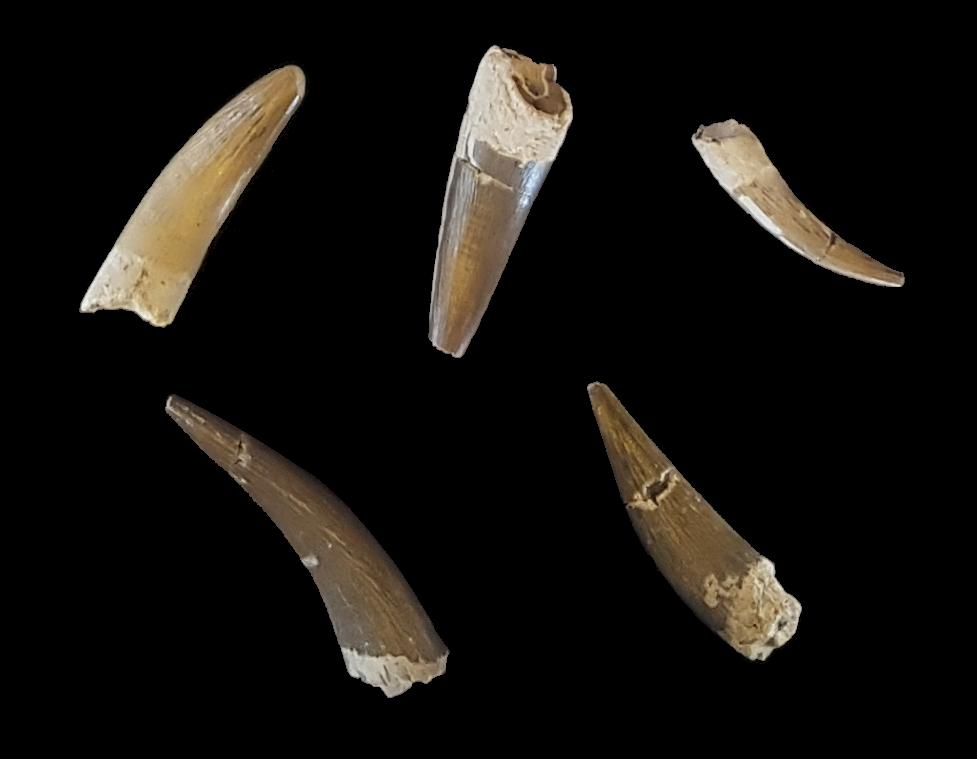
Dents référées à Scanisaurus sp. découvertes dans le.

En 1959, le paléontologue suédois Per Ove Persson examine les archives fossiles de plésiosaures fragmentaires datant du Crétacé supérieur de l'actuel Scanie, dans le sud de la Suède, principalement récupérées sur des sites fossilifères du bassin de Kristianstad (en) (dont beaucoup proviennent de l'île d'Ivö (en)) ainsi que dans le sud-ouest de la province. Les vertèbres cervicales découvertes en Scanie s'accordant sur de nombreux points avec la vertèbre originellement décrite par Bogolubov, Persson juge qu'ils « doivent appartenir à un seul et même genre ». Notant plusieurs différences entre la vertèbre décrite par Bogolubov, le matériel suédois et les fossiles de C. magnus, l'auteur considère C. nazarowi comme suffisamment distinct pour justifier son placement dans un nouveau genre qu'il nomme Scanisaurus. Le nom générique vient de la Scanie, la province suédoise d'où proviennent la majorité des fossiles concernés, et du mot en grec ancien σαῦρος / saûros, « lézard », le tout signifiant « lézard de Scanie ». Persson note que S. nazarowi reste néanmoins une espèce « indéfinissable » puisque n'étant basée que sur une unique vertèbre cervicale, mais est néanmoins convaincu que le matériel suédois peut être référé au taxon puisqu'il ne diffère sur aucun point essentiel du fossile premièrement décrit en 1911 par Bogolubov. Persson juge que les fossiles suédois seraient de la même espèce « avec un degré de probabilité assez élevé » et les assigne provisoirement sous la désignation de S. cf. nazarowi.
Il y a trois caractéristiques principales perçues par Persson pour différencier Scanisaurus de Cimoliasaurus. Premièrement, chez Cimoliasaurus, les côtes sont fusionnées aux vertèbres avec au moins les corps vertébraux (ou centra) pré-pectoral, tandis que chez Scanisaurus, les côtes cervicales sont fusionnées au corps vertébraux uniquement par des sutures. Deuxièmement, la longueur des centra cervicaux postérieur diminue vers la tête chez Cimoliasaurus, alors que c'est l'inverse chez le cas de Scanisaurus. Troisièmement, les centra cervicaux de Scanisaurus sont plus larges, proportionnellement à leur longueur, que les centra correspondants de Cimoliasaurus.
Les vertèbres référées à S. cf. nazarowi étant beaucoup plus présentes dans les sites fossilifères suédois que ceux d'autres plésiosaures, Persson en conclut que le taxon serait « évidemment le plésiosaure le plus commun » dans la Scanie du Crétacé supérieur. Dans cette optique, il évoque également le type de dents de plésiosaure le plus abondant, dont certaines ont été trouvées en association avec ceux des vertèbres de S. cf. nazarowi, comme provenant de l'espèce également, aux côtés d’ossifications associées des humérus et des fémurs.
En 1995, lors d'un examen du matériel fossile référé à l'espèce depuis invalide Plesiosaurus houzeaui, connu de Belgique, la paléontologue française Nathalie Bardet et son collègue belge Pascal Godefroit discutent à propos d'autres espèces de plésiosaures aux validités douteuses connues d'Europe. Bardet et Godefroit notent que bien que Persson ait référé du matériel suédois à plusieurs genres d'élasmosauridés différents, dont Scanisaurus et Elasmosaurus, les fossiles ne possèdent que les caractéristiques nécessaires pour être attribués aux Elasmosauridae seulement, et non à un genre ou à une espèce précis. Bien que les fossiles référés à S. cf. nazarowi, constitué de vertèbres, de dents et d'os de membres, sont plus complets que ceux référés à Elasmosaurus dans le pays, le taxon est jugé comme dépourvu de traits diagnostiques permettant de le différencier des autres élasmosauridés du Crétacé supérieur. Bien que Scanisaurus est depuis reconnu comme un nomen dubium, le nom continue d'être utilisé dans la pratique.
En 1996, Persson réfère provisoirement un crâne écrasé découvert dans la carrière d'Ignaberga dans le bassin de Kristianstad à Scanisaurus sp., puisque deux fragments de dents associés au fossile présentent le même motif de stries que dans les dents référées à S. cf. nazarowi. Bien que le crâne soit trop écrasé pour donner des informations anatomiques utiles, c'est le seul fossile crânien actuellement référé à Scanisaurus (à l'exception des dents), et démontrant que sa tête est comparativement plus grande que celles d'autres plésiosaures de type dolichodiriens.

## Description

Diagramme montrant la taille comparée d’un Scanisaurus par rapport à un homme.

Scanisaurus est un plésiosaure de type dolichodirien, c'est-à-dire avec un long cou, bien qu'avec un cou relativement plus court que ceux de certains de ses proches parents comme Elasmosaurus. Néanmoins, l'animal a parfois été décrit comme un plésiosaure de type mésodirien, c'est-à-dire ayant une tête plus grande et un cou plus court par rapport aux autres genres de dolichodiriens. Il est probablement similaire à d'autres élasmosauridés à cou plus court, tels que Cimoliasaurus et les représentants de la sous-famille des Aristonectinae. Sur la base de la taille de ses fossiles et des comparaisons faites avec les proportions d'autres plésiosaures, Scanisaurus aurait atteint probablement 4 à 5 m de long.

## Classification

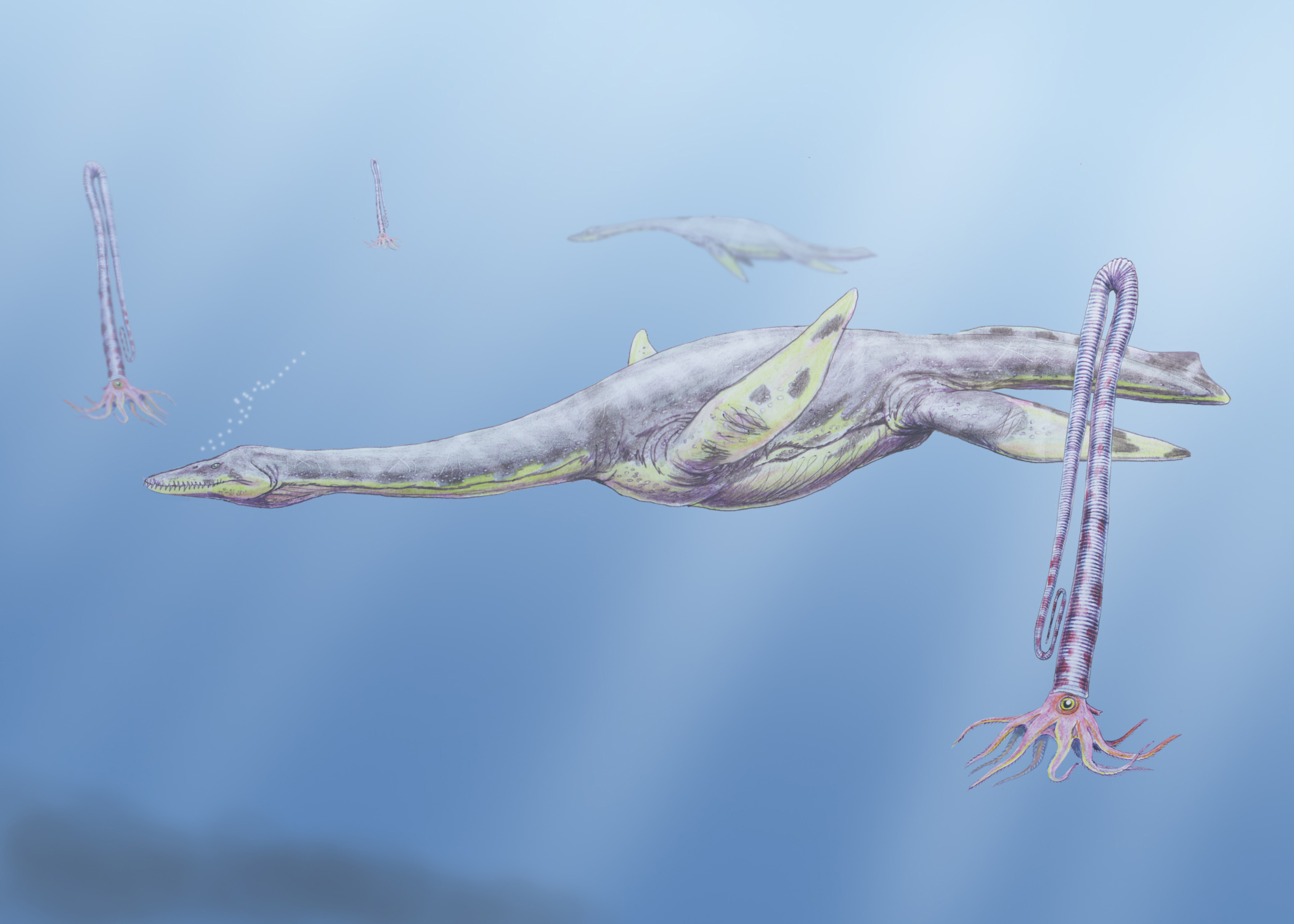
Scanisaurus aurait été probablement similaire voire apparenté avec d'autres élasmosauridés au cou plus court tels qu’Aristonectes (illustré ci-dessus).

Persson cite que la plupart des traits connus de Scanisaurus concordent bien avec ceux des Elasmosauridae. Cependant, Persson ne considère pas le genre comme représentant un élasmosauridé typique et note qu'il en diffère par une caractéristique essentielle, les corps vertébraux des cervicales étant plus courts et plus larges que celui des autres représentants du groupe. Dans cet esprit, Persson suggère que Scanisaurus pourrait être un représentant d'une nouvelle famille de plésiosaures ayant vécu durant le Crétacé supérieur, provenant peut-être d'un groupe intermédiaire entre les pliosaures tels que les polycotylidés et les élasmosauridés. Néanmoins, Scanisaurus ressemblant beaucoup plus aux élasmosauridés qu'aux polycotylidés, Persson classe provisoirement le genre chez la première famille cité.
En 1960, Persson classe Cimoliasaurus et Scanisaurus dans la famille récemment érigée de plésiosaures mésodiriens des Cimoliasauridae. Trois ans plus tard, le même auteur classe également Aristonectes dans les Cimoliasauridae en raison des ressemblances étroites perçues avec le matériel fossile de Cimoliasaurus et de Scanisaurus dans le rapport longueur-largeur des vertèbres cervicales. Les Cimoliasauridae furent placés comme le groupe frère des Polycotylidae, mais une révision des fossiles types de Cimoliasaurus effectuée en 2009 par le paléontologue américain F. Robin O'Keefe et sa collègue canadienne Hallie P. Street démontre que Cimoliasaurus appartient en fait aux Elasmosauridae, les Cimoliasauridae n'étant qu'un synonyme plus récent des Elasmosauridae. Un réexamen des vertèbres cervicales référées à Scanisaurus mené en 2011 par le paléontologue suisse Christian Foth et ses collègues allemands Johannes Kalbe et René Kautz suggère que le placement de Scanisaurus chez les Elasmosauridae est plausible. Les marges articulaires ossifiées bien définies et les faces articulaires de forme binoculaire des corps vertébraux, combinées à leur longueur relativement courte, sont des caractéristiques partagées entre Scanisaurus et d'autres élasmosauridés. Les recherches plus récentes tendent ainsi à placer Scanisaurus parmi les Elasmosauridae, bien que sa position précise au sein de cette famille soit incertaine,.

## Paléobiologie
Une étude réalisée en 2017 par les paléontologues suédois Benjamin P. Kear, Dennis Larsson, Johan Lindgren et leur collègue slovaque Martin Kundrát interprètent Scanisaurus comme un prédateur de niveau trophique intermédiaire qui aurait pu se nourrir à la fois en eau libre et sur le fond marin,. Kear et ses collègues tirent cette conclusion du fait que les dents des élasmosauridés sont à la fois structurellement fragiles et prennent plus de temps à se faire remplacer que les dents d'autres reptiles, signifiant que des représentants tels que Scanisaurus auraient probablement gardé des proies facilement maîtrisables pour minimiser le potentiel de dommages, les rendant écologiquement optimisés pour une prédation aquatique de niveau trophique moyen. Les dents pointues et allongées de Scanisaurus indiquent qu'elles furent utilisées pour écraser ou percer des proies plus petites telles que des petits poissons ou des bélemnites. Le contenu stomacal d'autres plésiosaures révèle une grande variété de proies, notamment des invertébrés des fonds marins (comme des gastéropodes ou des bivalves), des poissons, des ptérosaures et des ammonites.

## Paléoécologie
La plupart des fossiles référés à S. cf. nazarowi sont connus des sites fossilifères du bassin de Kristianstad (en), où, selon Persson, il représente le plésiosaure le plus communément trouvable,. Au cours du Campanien, le bassin de Kristianstad était une mer intérieure peu profonde subtropicale à tempérée abritant une faune marine diversifiée caractéristique de la vie marine peu profonde d'une communauté de plateau intérieur et comprenant d'abondantes algues, brachiopodes, bryozoaires, mollusques (incluant des bivalves, des gastéropodes, des bélemnites et des ammonites), oursins, serpulidés, décapodes et éponges,. Additionnellement, des poissons (incluant une grande variété de requins) sont également communs et des fossiles de nombreuses espèces de reptiles, pour la plupart marins, ont également été découverts, notamment des mosasaures, des tortues de mer, des crocodylomorphes et quelques dinosaures. Il y a également trois à cinq autres espèces de plésiosaures (deux espèces historiquement attribuées à Elasmosaurus, un ou deux polycotylidés et potentiellement une autre espèce de Scanisaurus, représentée par le crâne signalé en 1996 et quelques dents isolées). Des marques de morsure de mosasaures ont d'ailleurs été trouvées sur des os de plésiosaure récupérés dans le bassin.

## Culture populaire

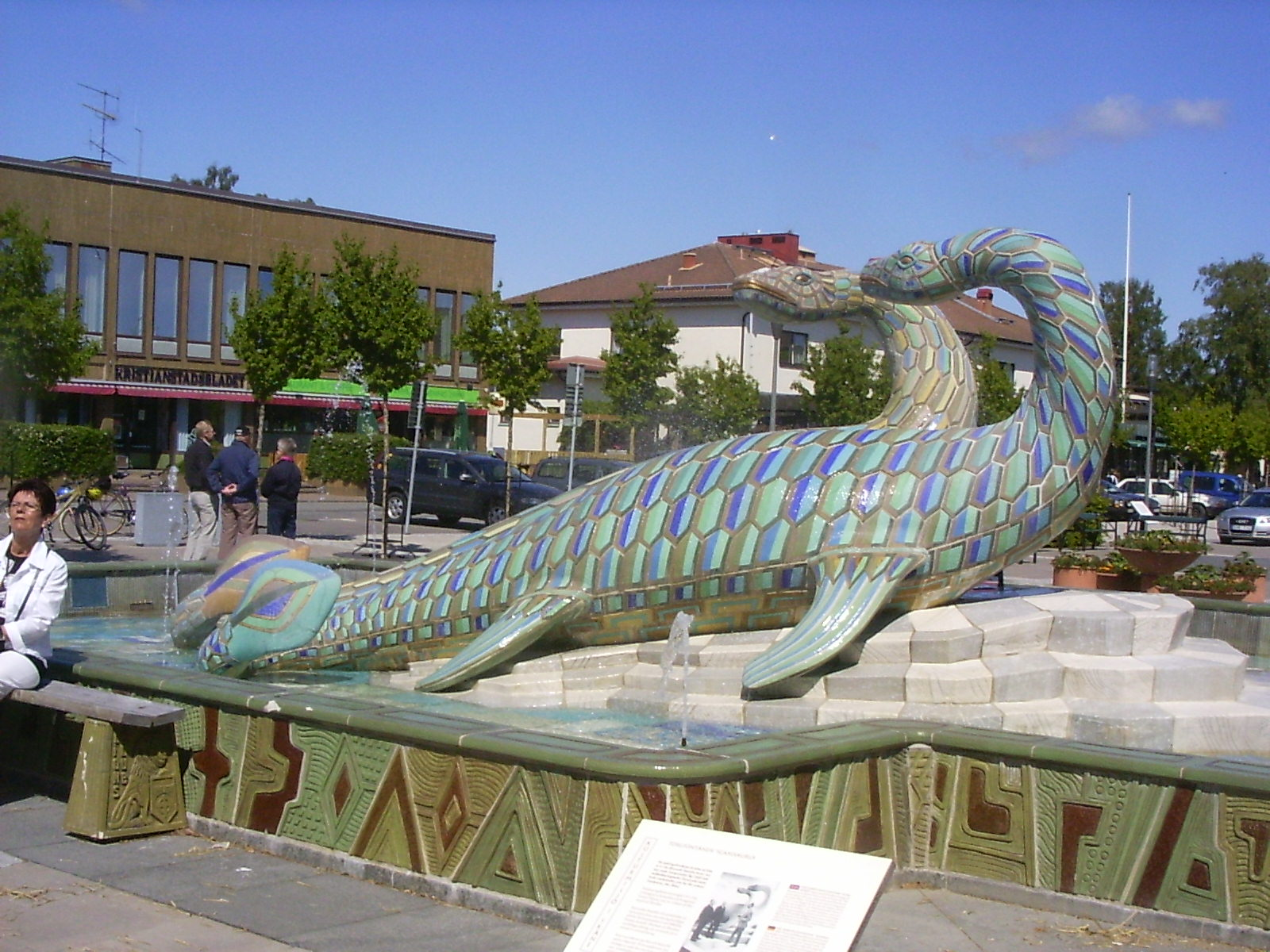
La fontaine Scanisaurus à Bromölla, en Suède.

Une fontaine du nom de Scanisaurus est bâtie par l'artiste suédois Gunnar Nylund (en) en 1971 à Bromölla, une ville de Scanie proche d'Ivö (en). La fontaine représente deux plésiosaures, un mâle et une femelle, prenant un bain de soleil sur un rocher de l'ancienne île d'Ivö. Les sculptures sont constituées d'environ 3 000 pièces de céramique façonnées sur des corps en béton armé. Localement en Suède, les plésiosaures, et en particulier Scanisaurus, sont souvent appelés « svanödlor » (« lézards cygnes ») ou « svanhalsödlor » (« lézards à col de cygne »).